# Rezerwat cisów Jelenia Góra im. Kazimierza Szlachetko
Rezerwat cisów Jelenia Góra im. Kazimierza Szlachetko – florystyczny rezerwat przyrody w województwie kujawsko-pomorskim, utworzony (pod nazwą Jelenia Góra) Zarządzeniem Ministra Ochrony Środowiska, Zasobów Naturalnych i Leśnictwa z dnia 11.12.1995 r. w celu zachowania ze względów naukowych i dydaktycznych stanowiska cisa pospolitego. Na mocy Rozporządzenia Nr 5 Wojewody Kujawsko-Pomorskiego z dnia 17 kwietnia 2008 r. rezerwat zmienił nazwę na Rezerwat cisów Jelenia Góra im. Kazimierza Szlachetko.
Obszar rezerwatu podlega ochronie czynnej. Nie jest udostępniony do zwiedzania.

## Położenie
Rezerwat położony jest w gminie Cekcyn w powiecie tucholskim, na terenie Nadleśnictwa Zamrzenica, w północnej części obrębu Wierzchlas, w leśnictwie Jelenia Góra. Ogólna powierzchnia rezerwatu wynosi 4,25 ha (akt powołujący podawał 4,39 ha). Rezerwat leży w granicach Śliwickiego Obszaru Chronionego Krajobrazu.

## Charakterystyka
Przedmiotem ochrony w rezerwacie jest cis, występujący na zróżnicowanym troficznie siedlisku z przewagą lasu mieszanego świeżego w drzewostanach antropogenicznie przekształconych. Cis na terenie rezerwatu, w przeciwieństwie do innych rezerwatów, bardzo dobrze odnawia się i rozszerza swój zasięg. Populację cisów określa się na około 1,1 tys. okazów, z czego około 60% to drzewa o wysokości do 25 cm (tzw. nalot). Pozostała część to większe okazy, z których największe osiągają wysokość około 9 m.

## Flora
Flora rezerwatu jest bogata, jak na tak niewielki powierzchniowo obszar. Na terenie rezerwatu stwierdzono występowanie trzech zbiorowisk roślinnych i 69 gatunków roślin naczyniowych, w tym kilku chronionych.
Rośliny chronione na terenie rezerwatu:
- cis pospolity (Taxus baccata),
- lilia złotogłów (Lilium martagon),
- pomocnik baldaszkowy (Chimaphila umbellata),
- barwinek pospolity (Vinca minor)[4].

## Fauna
Występują tu takie gatunki zwierząt jak: żaba moczarowa, żaba trawna, padalec zwyczajny, dzięcioł duży, świergotek drzewny, kos, drozd śpiewak, pokrzewka ogrodowa, pokrzewka czarnołbista czy pełzacz leśny.